# Вербка (Польща)
Вербка (пол. Wierbka) — село в Польщі, у гміні Пілиця Заверцянського повіту Сілезького воєводства.
Населення — 816 осіб (2011).
У 1975-1998 роках село належало до Катовицького воєводства.

## Демографія
Демографічна структура станом на 31 березня 2011 року:
|          | Загалом | Допрацездатний вік | Працездатний вік | Постпрацездатний вік |
| -------- | ------- | ------------------ | ---------------- | -------------------- |
| Чоловіки | 396     | 72                 | 274              | 50                   |
| Жінки    | 420     | 64                 | 243              | 113                  |
| Разом    | 816     | 136                | 517              | 163                  |